# Thanatus formicinus
Thanatus formicinus là một loài nhện trong họ Philodromidae.
Loài này thuộc chi Thanatus. Thanatus formicinus được Carl Alexander Clerck miêu tả năm 1757.